# 伊丹政吉
伊丹 政吉（いたみ まさきち、1883年（明治16年）4月11日 - 1964年（昭和39年）12月10日）は、大日本帝国陸軍軍人、陸軍司政長官。最終階級は陸軍少将。

## 経歴
1883年（明治16年）に徳島県で生まれた。陸軍士官学校第15期卒業。1928年（昭和3年）8月10日に陸軍歩兵大佐進級と同時に第16師団司令部附となり、龍谷大学に配属された。1931年（昭和6年）8月に歩兵第20連隊長に転じ、1932年（昭和7年）8月に近衛歩兵第4連隊長に就任した。
1933年（昭和8年）3月18日に陸軍少将に進級し、東京陸軍幼年学校長に着任した。1934年（昭和9年）8月に歩兵第38旅団長に転じ、1935年（昭和10年）8月1日に待命、8月28日に予備役に編入された。1942年（昭和17年）3月に陸軍司政長官となりジョホール州長官に就任した。1943年（昭和18年）4月にペナン州長官に転じ、1944年（昭和19年）7月1日まで務めた。同年11月2日に召集され、留守第55師団兵務部長に就任した。
1947年（昭和22年）11月28日、公職追放仮指定を受けた。

## 栄典
勲章等
- 1940年（昭和15年）8月15日 - 紀元二千六百年祝典記念章[6]
- 1944年（昭和19年）11月15日 - 勲一等瑞宝章[7]